# LG 프라다 3.0
LG 프라다 3.0(영어: LG Prada 3.0)은 LG전자가 2011년 12월 14일에 출시한 안드로이드 스마트폰이다. 2007년 프라다폰, 2008년 프라다 II에 이어 LG전자와 프라다가 공동 기획한 세 번째 휴대 전화로서, 쿼티 슬라이드 형태로 출시된 프라다 II와는 달리 풀터치 형식으로 제작되었다.

## 성능
기존의 스마트폰들과 달리 프라다의 컨셉에 맞추어 프라다 고유의 사피아노(Saffiano : 빗살무늬를 새긴 소가죽 재질) 문양과 옵티머스 UI를 흑백풍으로 리뉴얼하였으며, 800 nit(cd/m²) 휘도를 가진 4.3"의 노바 IPS LCD 디스플레이를 장착하였다. 영국 및 일본의 NTT도코모, 미국 버라이존, 스프린트 및 한국의 이통사 3사를 통해 출시되었으며, 일본판 배터리 커버는 LG전자의 로고가 삭제되었다.

## 운영 체제 업그레이드

### 안드로이드4.0.4 아이스크림 샌드위치업그레이드
LG전자 홈폐이지에서 업데이트를 하거나 무선업데이트 모두 지원한다.

## 기타 업그레이드

### 밸류팩 업그레이드
2013년 4월 25일 대한민국판 프라다 3.0의 4.0.4 아이스크림샌드위치 버전용 밸류팩 업그레이드가 실시됐다. ICS(4.0.4) 버전에서 업그레이드 가능하며 KT(LG-KU5400)를 시작으로 2013년 5월 15일에 SKT(LG-SU540)의 업그레이드가 진행됐으며 끝으로 2013년 7월 13일 LG U+(LG-LU5400) 모델의 업그레이드가 진행됐다. 4.0.4 아이스크림샌드위치 버전용 밸류팩 업그레이드의 신규 기능은 다음과 같다.

### 특수 기능
1. 서클 스크린 오프 기능 - 화면을 잠글 때 동그라미 모양으로 꺼지는 기능.
2. 잠금 해제 효과 - 잠금 화면 > 슬라이드 선택 후 잠금 해제 시 보다 화려한 효과를 주면서 해제되는 기능.
- 잠금 해제 효과는 설정 메뉴를 통해 기본 효과, 물결, 잉크, 이슬 방울을 선택할 수 있도록 함.
3. Q슬라이드 - DMB 또는 비디오 플레이어 동작 후 window floating overlay 기능 버튼을 제공 .
- Window floating overlay 기능은 DMB나 비디오 플레이어 화면을 올려 놓은 상태에서 타 애플리케이션을 사용할 수 있음.
- 참고로 Overlay window는 2개까지 동시에 실행할 수 있으며 DMB는 실시간 동작으로 일시정지가 되지 않아 이에 해당되지 않음.
- 젤리빈과는 달리 빠른 설정 메뉴(알림창)에 Q슬라이드 애플리케이션 접근 기능이 없음.
4. 퀵메모 오버레이 - ICS에서는 퀵메모(볼륨 상+하 또는 빠른 설정 메뉴) 실행 시 해당 기능 완료 후 타 애플리케이션을 사용할 수 있었음.
- 밸류팩에서는 퀵메모에 오버레이 기능을 제공하여 퀵메모 실행 상태에서 타 애플리케이션을 사용할 수 있음.
5. 비디오 줌 인/아웃 - Video Player 동작 중 멀티 터치로 Zoom in/out 기능을 사용할 수 있음.

## 같이 보기
- 프라다
- LG 프라다
- LG 프라다 II
- LG 옵티머스 L9